# Еленевич, Борис Петрович
Борис Петрович Еленевич - советский хозяйственный и государственный   деятель.

## Биография
Родился в 1910 году. Член ВКП(б).
С 1939 года - на хозяйственной и партийной  работе.
В 1939-1965 гг. :
- партийный организатор ЦК ВКП(б) авиационного завода № 18 в Куйбышеве,
- директор авиационного завода № 135 в Харькове,
- директор авиационного завода № 166 (ныне ПО Полёт) в Омске,
- председатель СНХ Омского экономического административного района.

Избирался депутатом Верховного Совета РСФСР 5-го созыва.
Умер в 1990 году.